# Адамівка (Уманський район)
Ада́мівка — селище в Україні, в Жашківській міській громаді Уманського району Черкаської області. Розташоване за 22 км на південний захід від міста Жашків. Населення становить 55 осіб.

## Географія
Поруч з селом розташований гідрологічний заказник Шуляцьке болото.

## Історія
Село постраждало внаслідок геноциду українського народу, проведеного окупаційним урядом СССР 1932—1933 та 1946–1947 роках.

## Відомі люди
- Цвик Степан Степанович (1926-2006) — радянський танкіст, Герой Радянського Союзу.

## Галерея

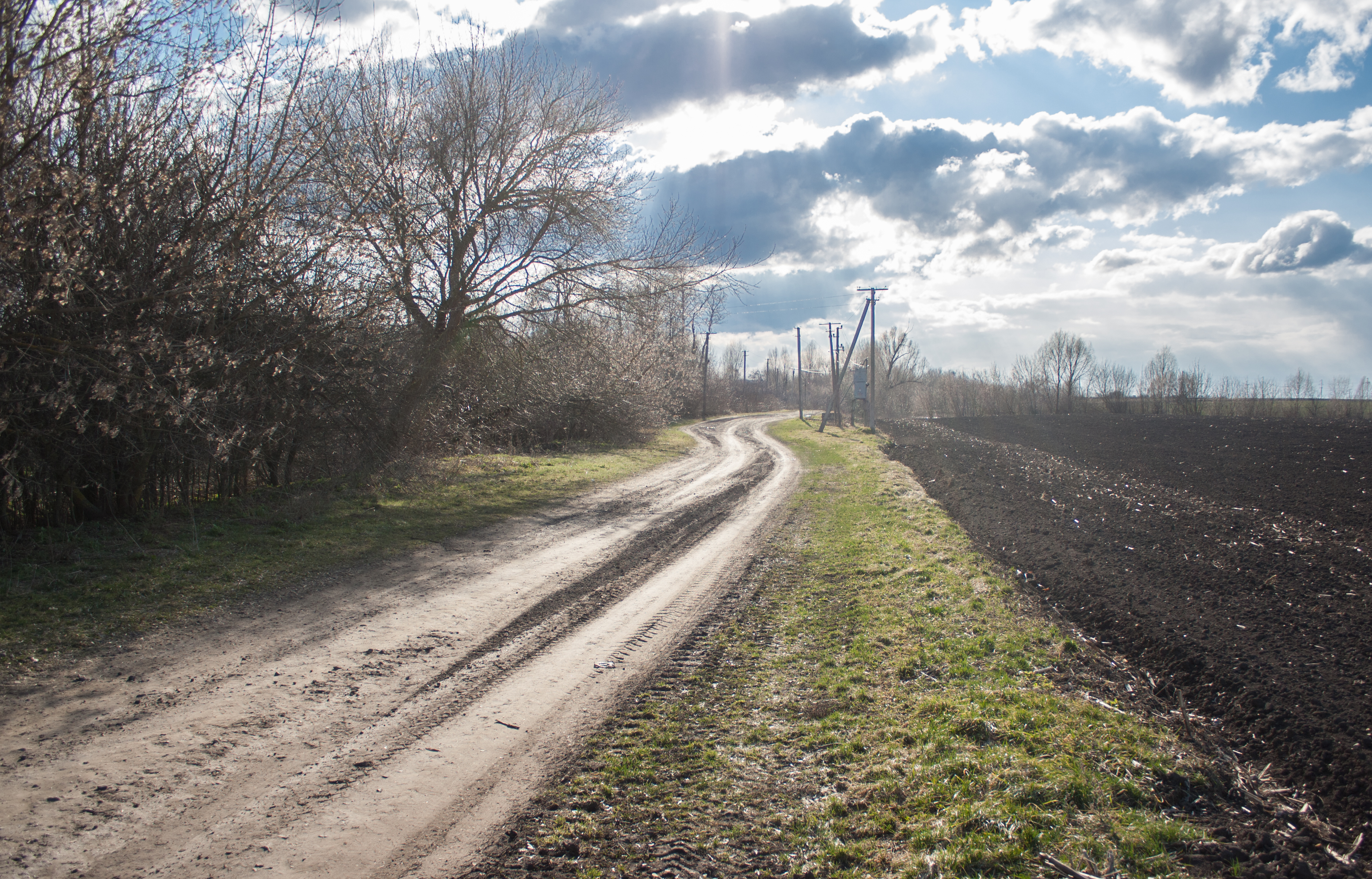
В'їзд в село зі сторони Бузівки
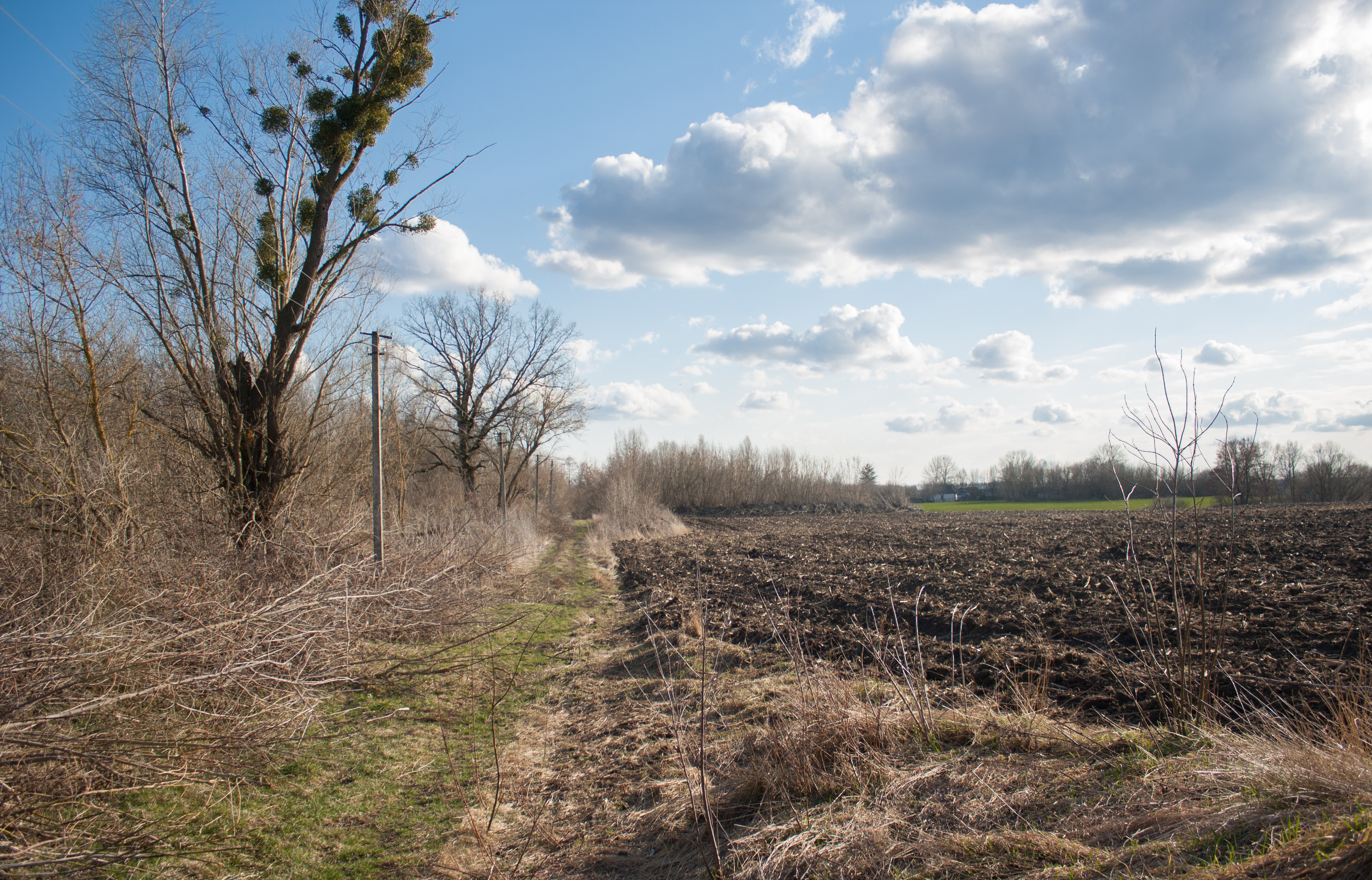
Вулиця
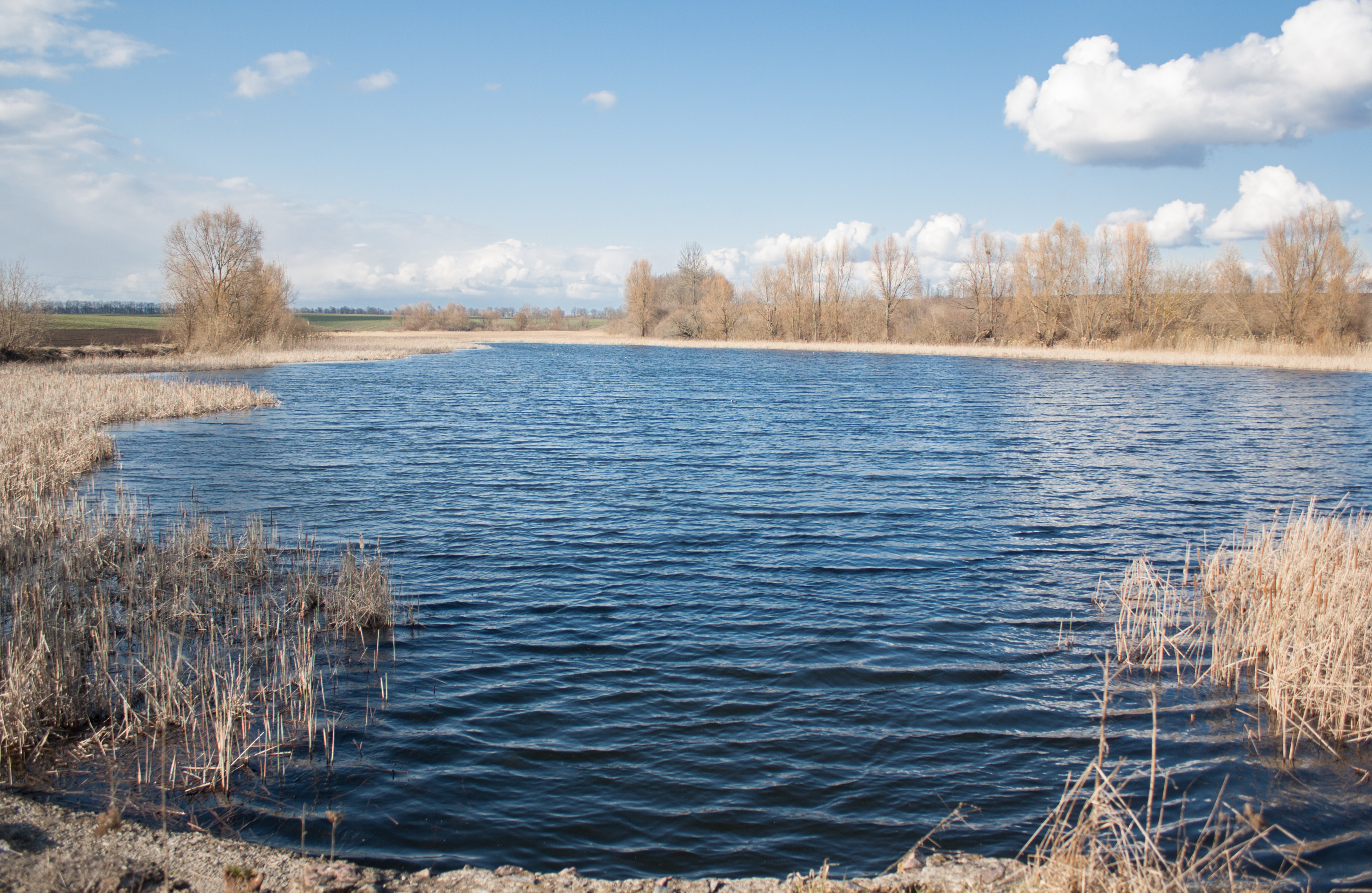
Ставок